# Oklahoma City, Oklahoma
Oklahoma City je glavno in največje mesto ameriške zvezne države Oklahoma. Ožje mesto ima skoraj 550.000 prebivalcev, celotno velemestno območje pa 1,2 milijona.
Oklahoma City je bil ustanovljen med t. i. zemljiškim jurišem leta 1889, ko je ameriška vlada sprostila za poselitev kar 8000 km² nedodeljenih zemljišč sredi današnje Oklahome. Mesto je zraslo dobesedno čez noč, saj so zemljišča pripadla tistim, ki so se zanje prvi potegnili, zanimanje pa je bilo izredno veliko.
Gospodarstvo Oklahoma Cityja je zelo raznoliko, med prevladujočimi panogami pa so informacijska tehnologija, storitve, zdravstvo in uprava. Revija Forbes je avgusta 2008 objavila, da je Oklahoma City najbolj odporen na recesijo med večjimi ameriškimi mesti.
Leta 1995 se je v mestu zgodil bombni napad, med katerim se je podrl del vladne stavbe in je zahteval 168 življenj. To je bil najhujši teroristični napad na ozemlju ZDA pred 11. septembrom 2001.